# Ragnar Granit
Ragnar Arthur Granit (Riihimäki, Finlàndia 1900 — Estocolm, Suècia 1991) fou un neurofisiòleg i professor universitari suec, d'origen finlandès, guardonat amb el Premi Nobel de Medicina o Fisiologia l'any 1967.

## Biografia
Va néixer el 30 d'octubre de 1900 a la ciutat de Hèlsinki. Va estudiar medicina a la Universitat de Hèlsinki, on es graduà l'any 1927. L'any 1940 s'exilià a Suècia fugint de l'ocupació soviètica durant la Guerra d'Hivern (1939-1940), aconseguint la nacionalitat sueca aquell mateix any. Establert a la capital sueca va esdevenir professor a l'Institut Karolinska, ciutat on va morir el 12 de març de 1991.

## Recerca científica
Durant la seva estada a Estocolm continuà els seus treballs iniciats a Finlàndia, treballs dedicats a la investigació en el camp de la neurofisiologia i en especial en entendre els mecanismes de la visió.
L'any 1967 li fou concedit el Premi Nobel de Medicina o Fisiologia pels seus treballs en l'anàlisi neurofisiològic dels mecanismes de la visió. El premi fou compartit amb els nord-americans Haldan Keffer Hartline i George Wald.